# Onze-Lieve-Vrouw-Hemelvaartkerk (Zottegem)
De Onze-Lieve-Vrouw-Hemelvaartkerk is een decanale kerk aan de Markt en de Zavel in de Belgische stad Zottegem.

## Geschiedenis
De geschiedenis van het bouwwerk gaat terug tot de 12de eeuw, toen een parochiekerk werd gebouwd ter vervanging van de burchtkapel (en dorpskerk) van het Egmontkasteel (in het huidige Egmontpark). In 1162 werd het patronaatsrecht van de kerk geschonken aan de abdij van Mont-Saint-Martin (die in Strijpen een priorij had). In de 14de eeuw werd het Romaanse kerkgebouw herbouwd tot een gotische kerk en kwam ze terug in handen van de plaatselijke heer. De kasteelheren werden de lekenpatronen van die kerk en duidden als financieel-materieel beheerder de parochiegeestelijken aan. Tussen de 16de en de 18de eeuw werd aan het gotische kerkgebouw, toen een eenbeukige kruiskerk met achthoekige vieringtoren en een naaldspits, weinig veranderd. 
In 1561 liet Lamoraal van Egmont er een praalgraf maken van marmer, albast en jaspis voor moeder Francisca van Luxemburg:
In den choor in die schoone tombe van marbre, albastre en touchesteen, met vier figuren, onder twee en bouen twee, staet geschreven ten voet eynde: Chy gist haute et puissante Dame Madame francoyse de Luxembourg [...] Lamoral d'Egmont prince de Gaure comte d'Egmont leur heritier unicq a fait faire ceste memoire a l'honneur et beneuolene de ces predecesseurs an 1561. Daer staet onder int latine Ladmorael Comes d'Egmonda Princeps de Gaure in haeres unicq parentibus pientiss prolates memoriae ergo h.m.f.c.p. aug. Die 4 1561
In 1564 raakte de kerk zwaar beschadigd door een brand. Op 16 juni 1568 werden de stoffelijke resten van de onthoofde Lamoraal van Egmont bijgezet in de familiegrafkelder onder het hoogkoor. In de kerk lagen in een familiegraf ook al Jacobus II van Luxemburg-Fiennes (Lamoraals grootvader) († 1517), Francisca van Luxemburg-Gavere (Lamoraals moeder) († 1557) en Isabella van Egmont (Lamoraals zesde kind) († 1557) begraven; later werd ook Sabina van Beieren er bijgezet. In 1580 werd de Onze-Lieve-Vrouw-Hemelvaartkerk vernield door de Geuzen die werden aangevoerd door François de La Noue. Tussen 1611 en 1615 werd de kerk hersteld. Een gravure van Sanderus (1644) toont een eenbeukige kruiskerk (de zijbeuken nog niet gebouwd) met kruisingstoren en koor met één of twee rechte traveeën en driezijdige koorsluiting en ook een kerkhof rondom. In 1645 takelden Franse troepen het interieur zwaar toe. In 1658 staken Franse troepen de kerk in brand, waarna hij opnieuw hersteld werd.
In 1750 werd er een nieuwe toren gebouwd in plaats van de vieringtoren, een campanile met een beiaard die werd opgericht boven de westgevel. In de torenbalk vermeldt een inscriptie
Desen torren is door my ghemaekt Gillis Speelman, Meester Temmerman binnen de stadt Gendt - Anno 1750. De westgevel werd ook breder gemaakt en voorzien van een driehoeksfronton. De natuurstenen zijmuren van het schip werden ontmanteld om er twee zijbeuken aan toe te voegen. Uit dezelfde periode dateren een biechtstoel, de preekstoel en het doopvont. In 1762 werden een sacristie en een zijkoor in Balegemse steen toegevoegd aan het geheel langs de kant van de Markt en het interieur werd verruimd. 
In 1798 werden onder het Franse bewind als represaille voor de Boerenkrijg vijf van de zes luidklokken uit de toren gehaald en gebroken. De grote klok bleef gespaard omdat hij onder de kerkvloer was verstopt. Sinds 1802 wordt het Mariabeeld uit de Onze-Lieve-Vrouw van Deinsbekekapel in een schrijn in de kerk bewaard. In 1804 werden bij toeval de graven van de Egmonts herontdekt bij herstellingswerken aan het hoogkoor om de kerk weer gebruiksklaar te maken voor opening na het Concordaat tussen Napoleon Bonaparte en de katholieke Kerk. In 1855 werden een bakstenen sacristie en zijkoor opgetrokken langs de kant van de Zavel. In 1857 werd de vernieuwde Egmontcrypte ingericht met de resten van Egmont en Sabina van Beieren. Tussen 1871 en 1877 werd aan Jean-Baptiste Bethune de opdracht gegeven om glas-in-loodramen te ontwerpen voor het koor. In 1886 dan werd de voorgevel herbouwd in Luxemburgse steen en kwamen er 14 gebrandschilderde ramen in het schip. Het Van Peteghem-orgel uit 1784 werd vernieuwd in 1872 (door de gebroeders Joris uit Ronse) en in 1931.
De 20ste-eeuwse neogotische altaren zijn van de hand van Leopold Blanchaert. In het neogotische zijaltaar links staat een gotische madonna uit begin 16e eeuw. In de kerk hangen de schilderijen De aanbidding van de herders (circa 1650) van Simon De Paepe en De kruisdood van Jezus toegeschreven aan Antoon Van den Heuvel. In 1974 werd de kerk beschermd als monument. In 1980 werden de graven van Francisca van Luxemburg, Jacob II van Luxemburg en Isabella van Egmont opnieuw blootgegraven en werden ze gemarkeerd met twee stenen platen. Bij opgravingen in 2014 werden resten van de vroegere kerkhofmuur en 94 graven teruggevonden. De kerk is sinds 1974 beschermd als monument. In de kerk worden door CC Zoetegem en verenigingen soms concerten georganiseerd.

## Restauraties
In 1980 en in 2019 werd het interieur van de kerk gerestaureerd en herschilderd. In 2018 werd de kerktoren gestabiliseerd. In 2021 werd het houten buitenschrijnwerk herschilderd. Sinds oktober 2023 wordt het dak gerestaureerd (nieuwe leien) en wordt de kerktoren trapsgewijs ontmanteld, hersteld in een atelier en nadien ter plekke heropgebouwd.

## Beiaard
In de kerk hangt een beiaard met 49 klokken die teruggaat tot 1750. De opengewerkte achthoekige torenspits heeft 44 beiaardklokken. Onder de spits bevinden zich de klavierruimte en de tussenzolder (balk met inscriptie uit 1750 en de draadverbindingen klavier-basklokken). De klokkenkamer daaronder (met galmgaten) heeft 3 luidklokken en de vijf zwaarste beiaardklokken.
Klokgieter Joris Dumery goot in 1750 een twintigtal klokken en een bronzen speeltrommel voor de beiaard (als aanvulling op de zes klokken uit de 17de eeuw). In november 1798 werden onder het Franse bewind als represaille voor de Boerenkrijg vijf van de zes luidklokken uit de toren gehaald en gebroken. De grote klok bleef gespaard omdat hij onder de kerkvloer was verstopt. Vanaf 1867 werd de beiaard uitgebreid met twaalf klokken van de Leuvense klokgieter Severinus Van Aerschodt. Daaronder drie luidklokken: 'Heilge Barbara' (1867), 'Sint-Jozef' (1873), 'Onze-Lieve-Vrouw' (1873)). In 1925 werden vier nieuwe klokjes toegevoegd van de Aalsterse beiaardier-klokgieter Karel De Mette en vier grotere klokken uit de klokgieterij van Omer Michaux. Het stadsbestuur besloot in 1961 een volledige concertbeiaard te installeren met 49 klokken, waarbij 14 bestaande klokken werden behouden (11 van Dumery uit 1750, 2 van Van Aerschodt uit 1867 en 1 van Michaux uit 1925). De overige 35 klokken werden in 1963 gegoten door de Nederlandse firma Petit & Fritsen. Alle beiaardklokken samen wogen 6828 kilogram; 1338 kilogram voor de zwaarste en 9 kilogram voor de lichtste klok. De oude bronzen speeltrommel van Dumery kreeg een plek in het museum van de Mechelse Koninklijke Beiaardschool.
Van oktober 2023 tot september 2024 werd de beiaard gerestaureerd en opnieuw gestemd. De klokken werden uit de toren gehaald door de Koninklijke Eijsbouts Klokkengieterij. Uit scans bleek dat de in 1963 gegoten klokken door Petit & Fritsen sterk afweken van de klokken van Dumery uit 1750. Daarom werden 26 van de 49 beiaardklokken opnieuw gegoten. Het 4-oktaafsklavier van Petit & Fritsen uit 1963 werd vervangen door een 4-oktaafsklavier met 20 pedaaltoetsen.
Constant Versichel was stadsbeiaardier van 1949 tot 1999; Paul Hoste van 1999 tot 2024. Voorgangers waren Raymond Van Herzeele (1931-1944) en de Hongaar Nándor Neichel (1945-1949).

## Afbeeldingen

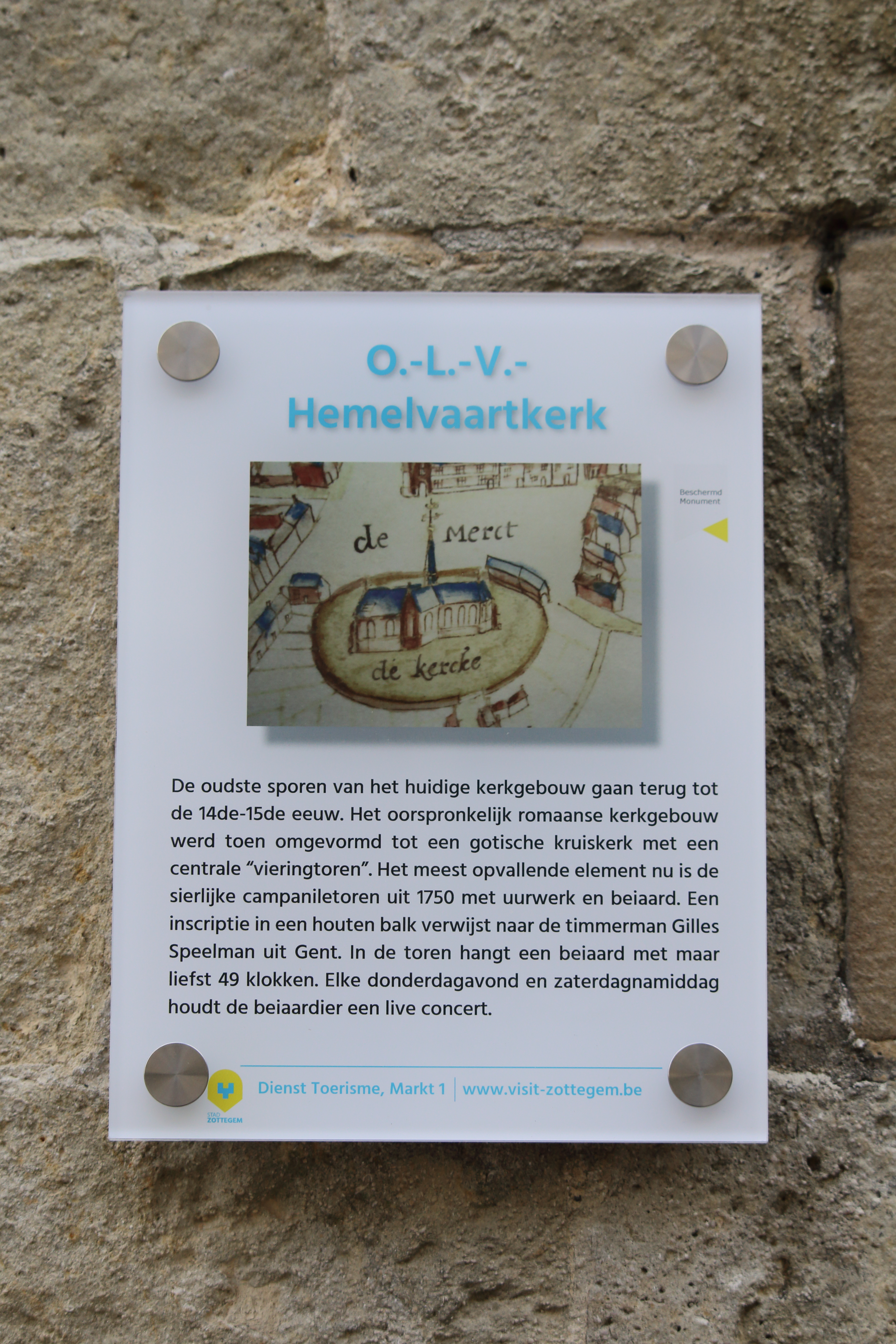
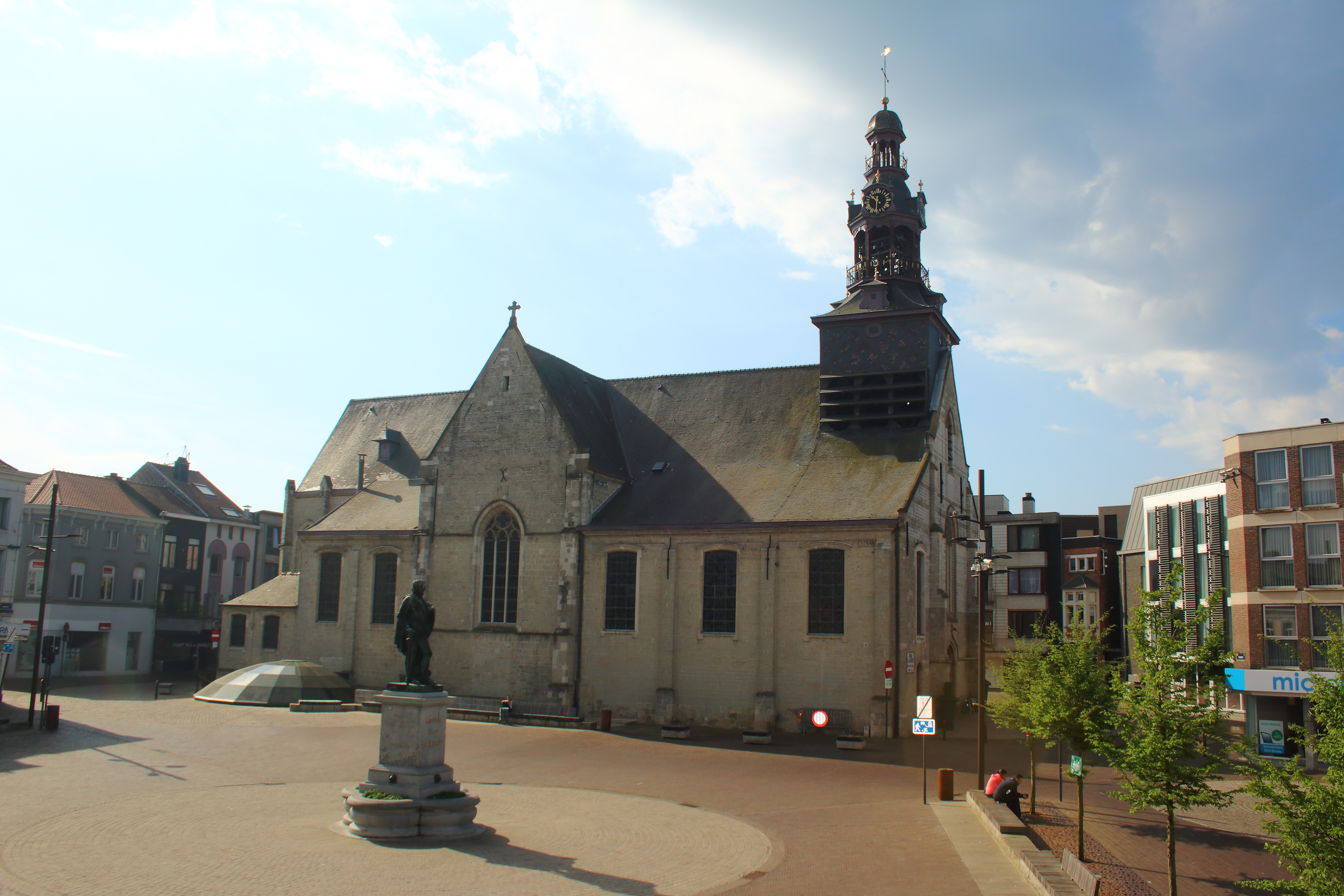
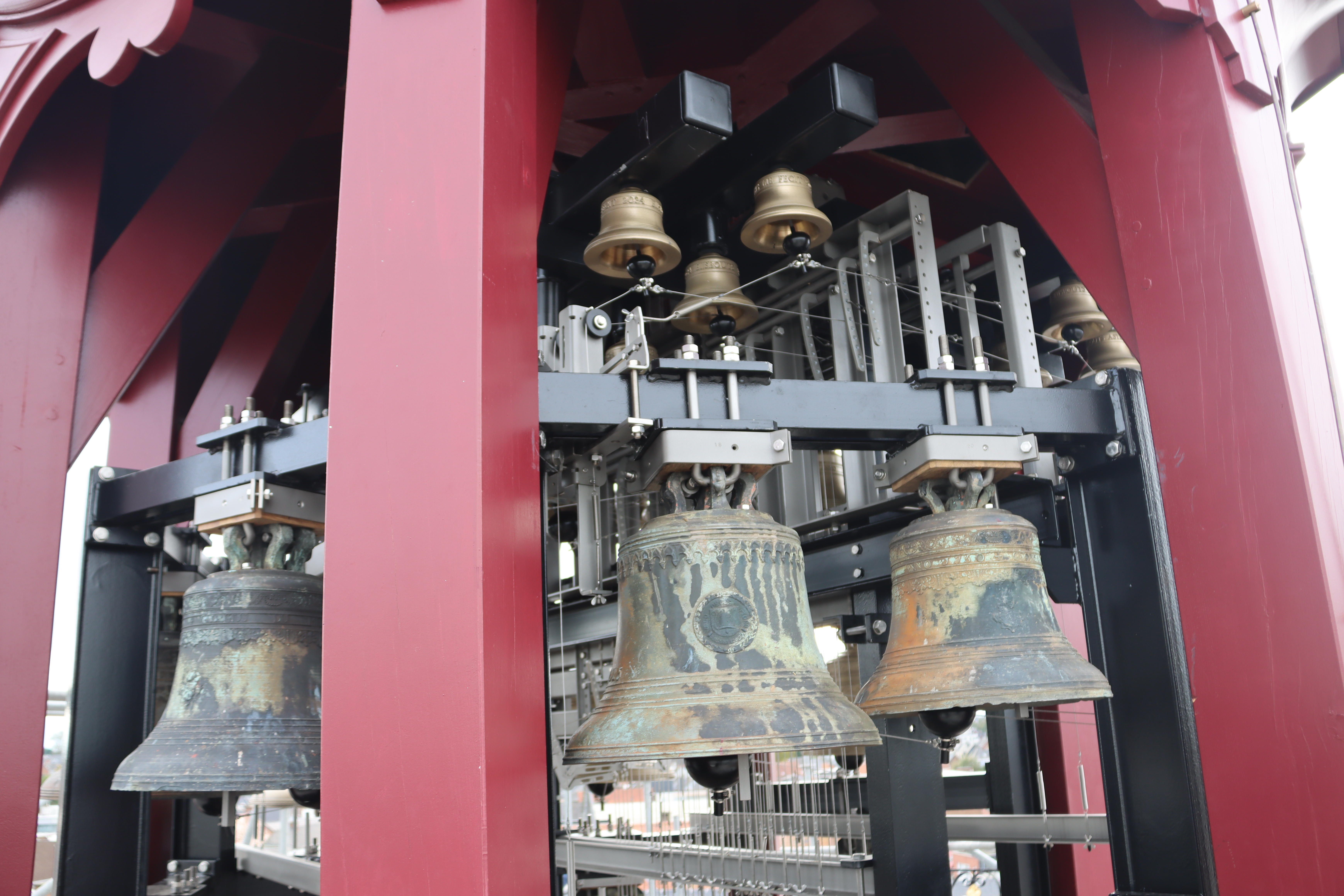
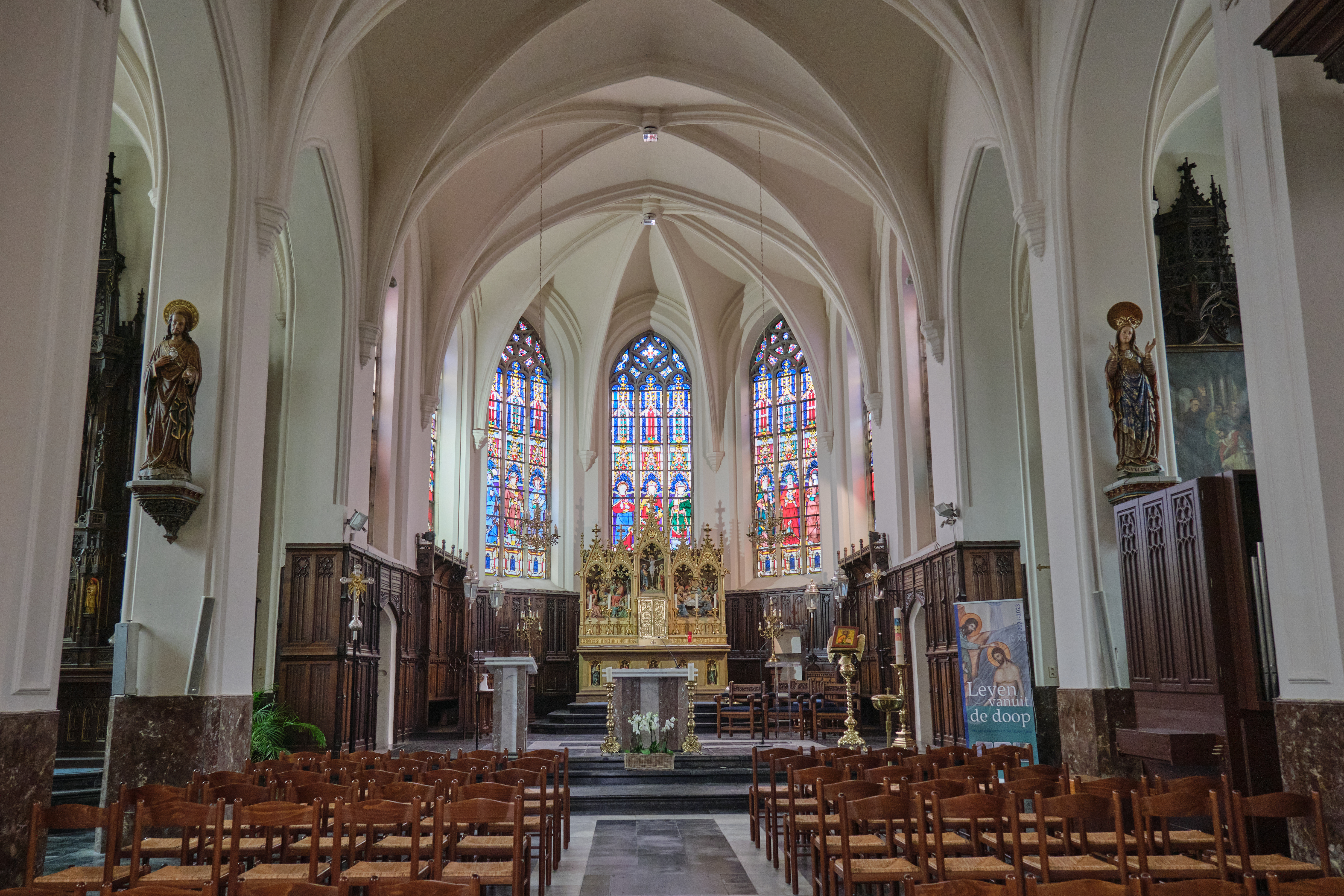
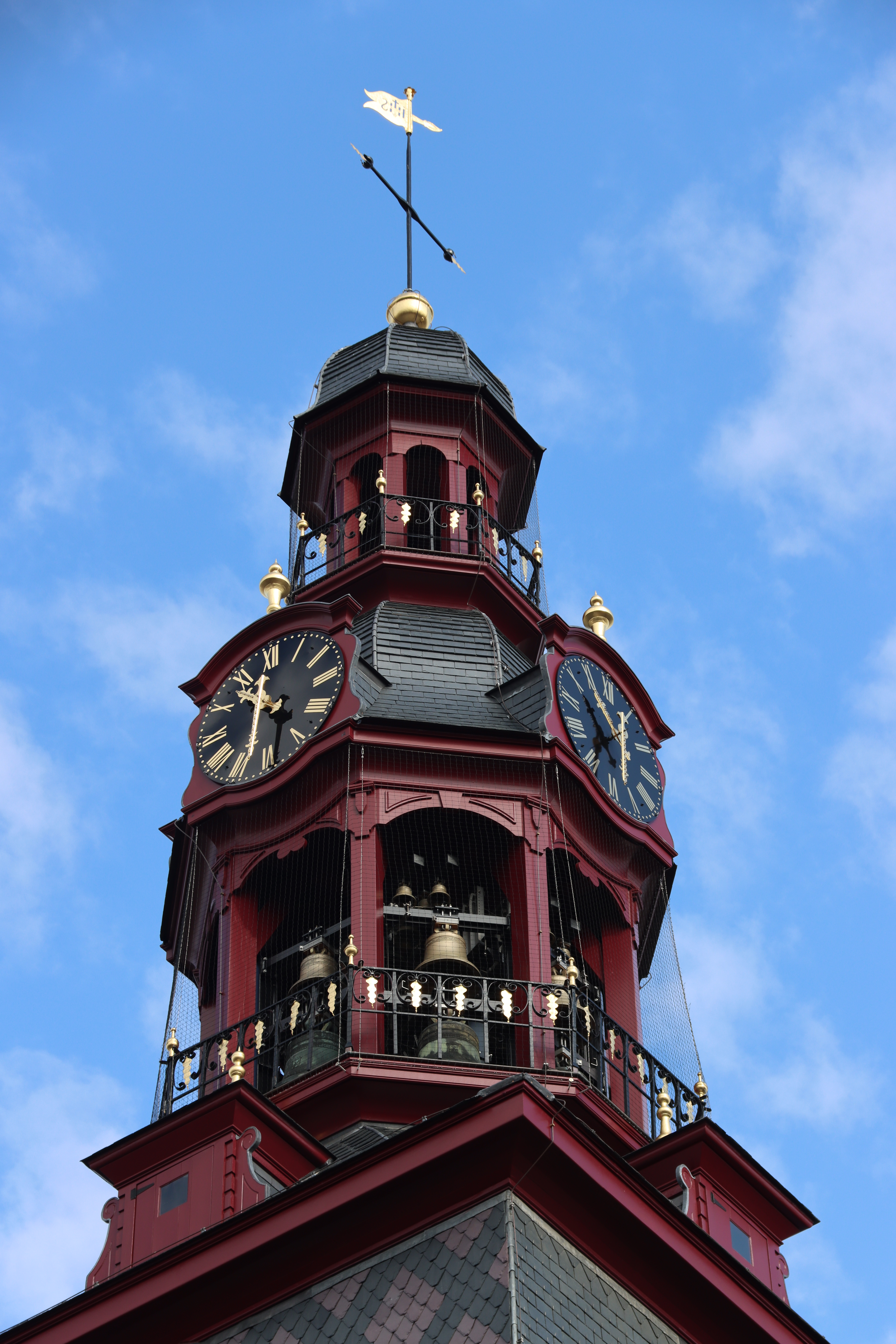
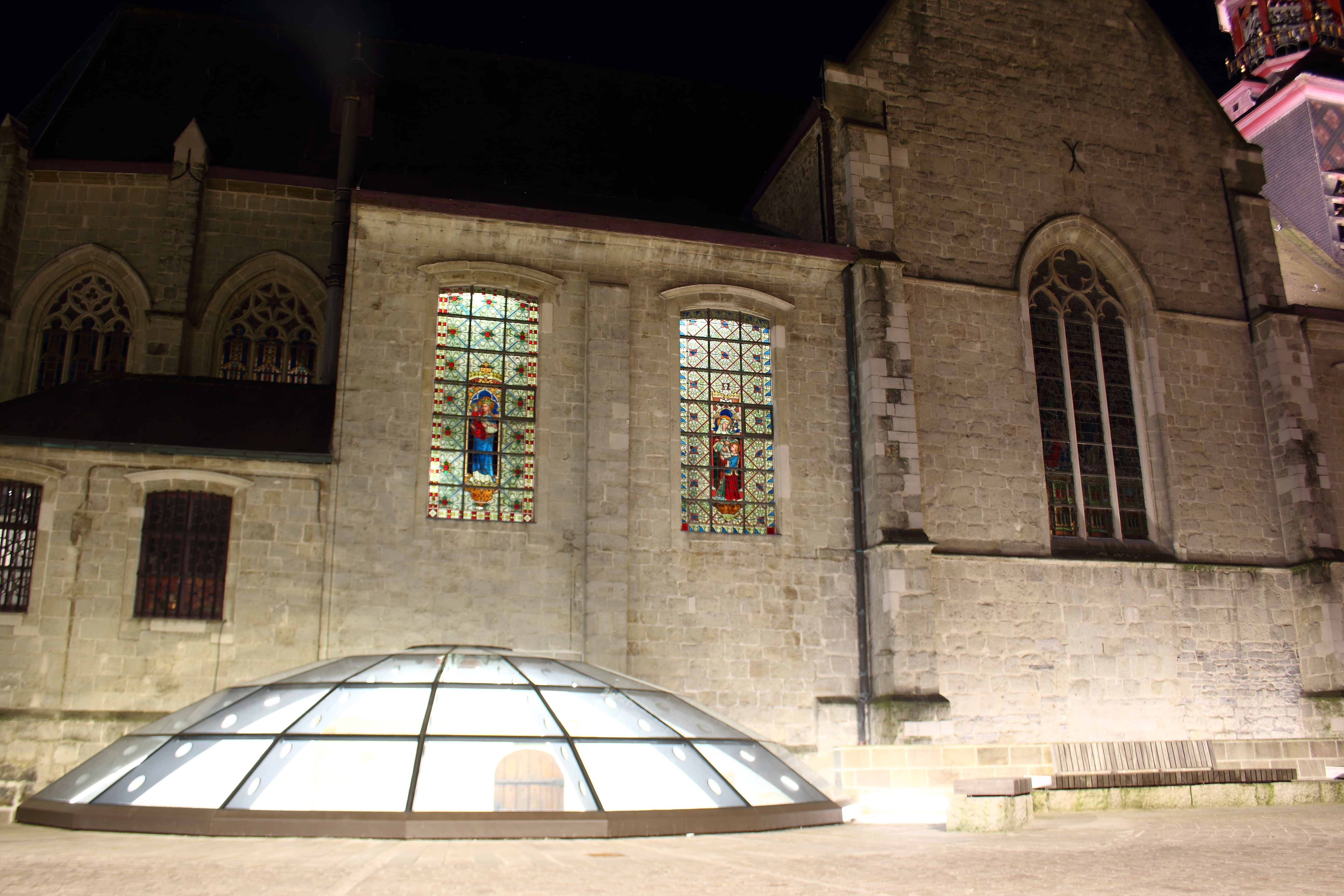
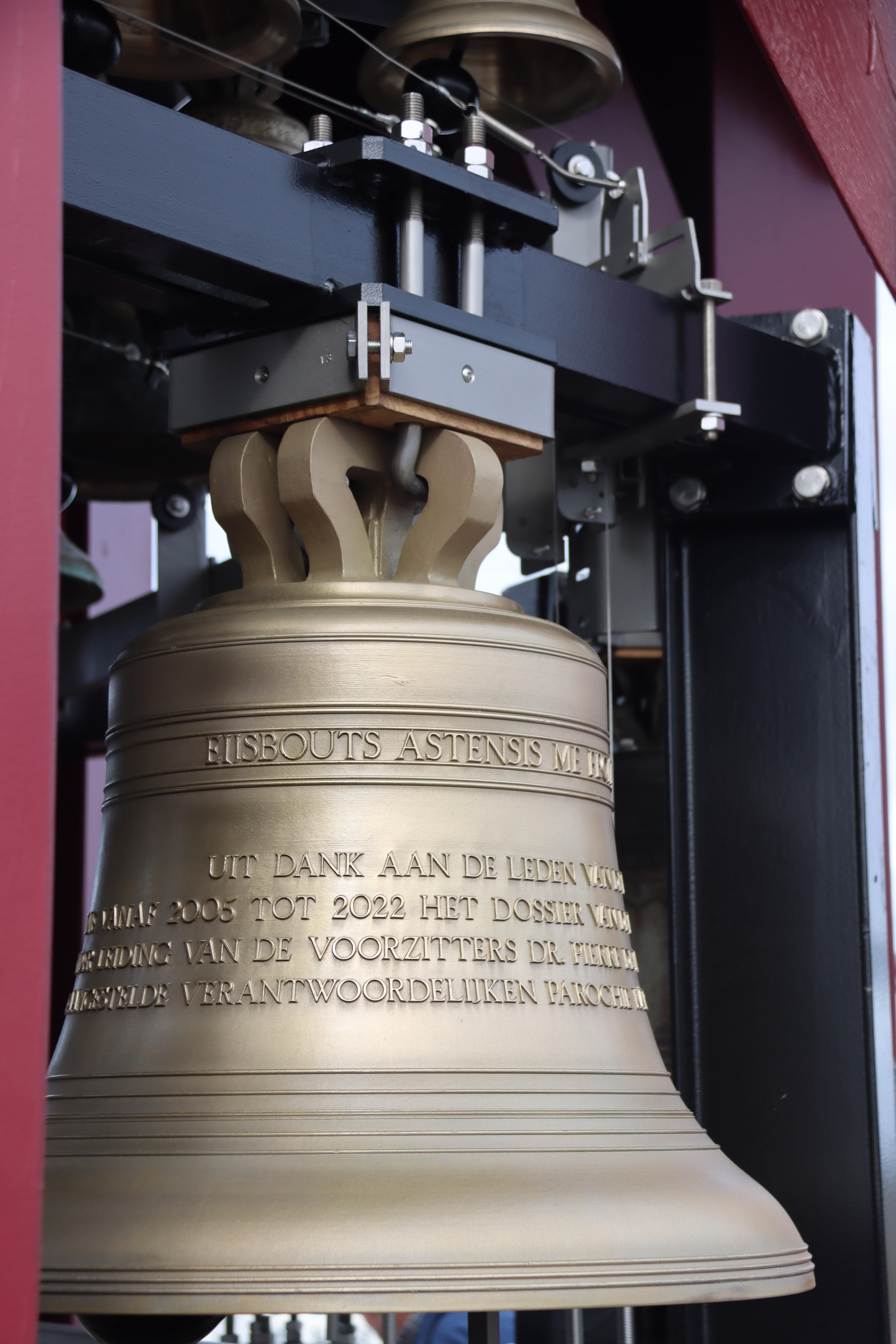
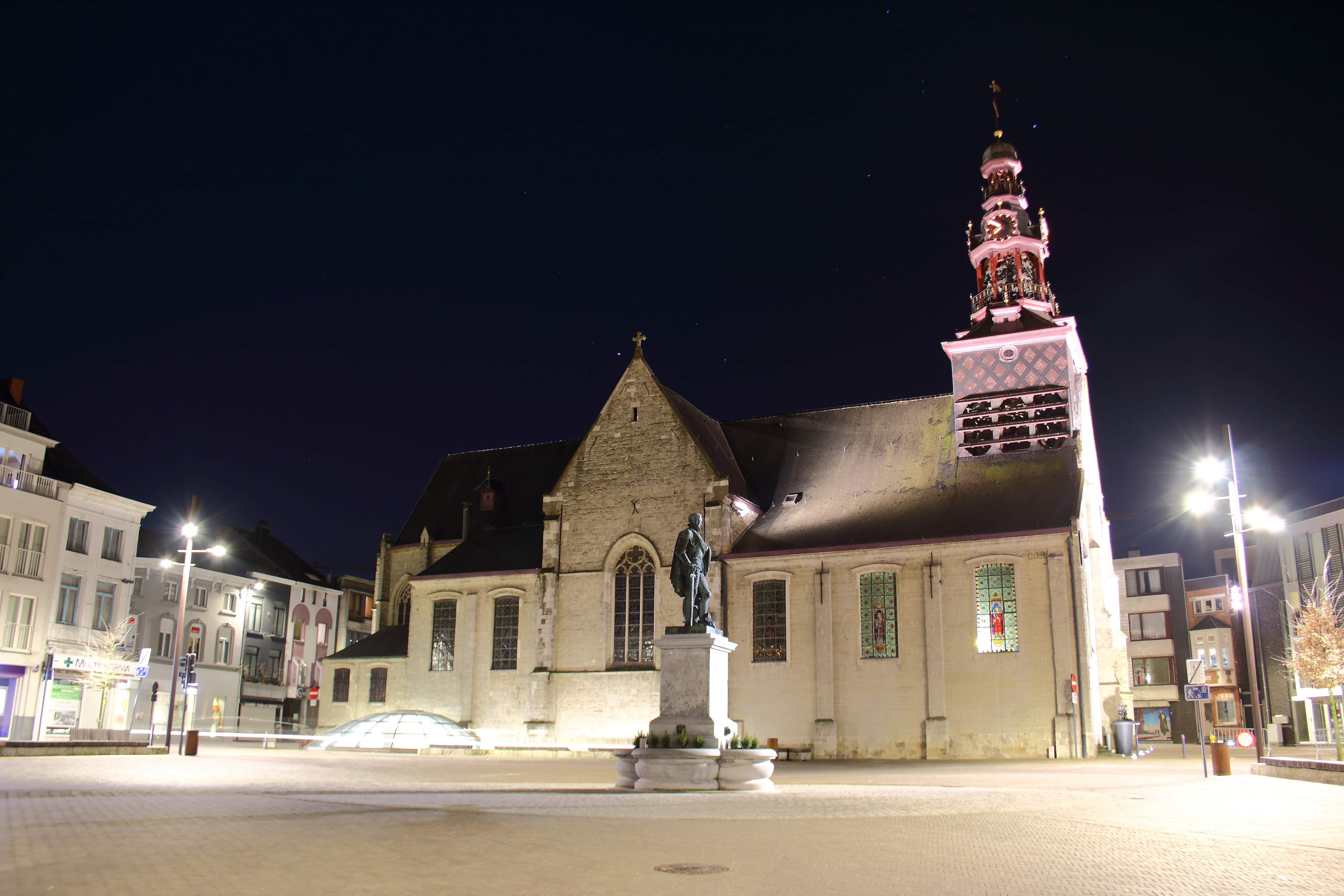